# Huevas aliñás
Huevas aliñás, receta andaluza típica de las provincias de Cádiz, Sevilla y Huelva. Las huevas aliñás se consumen como entrante o tapa.

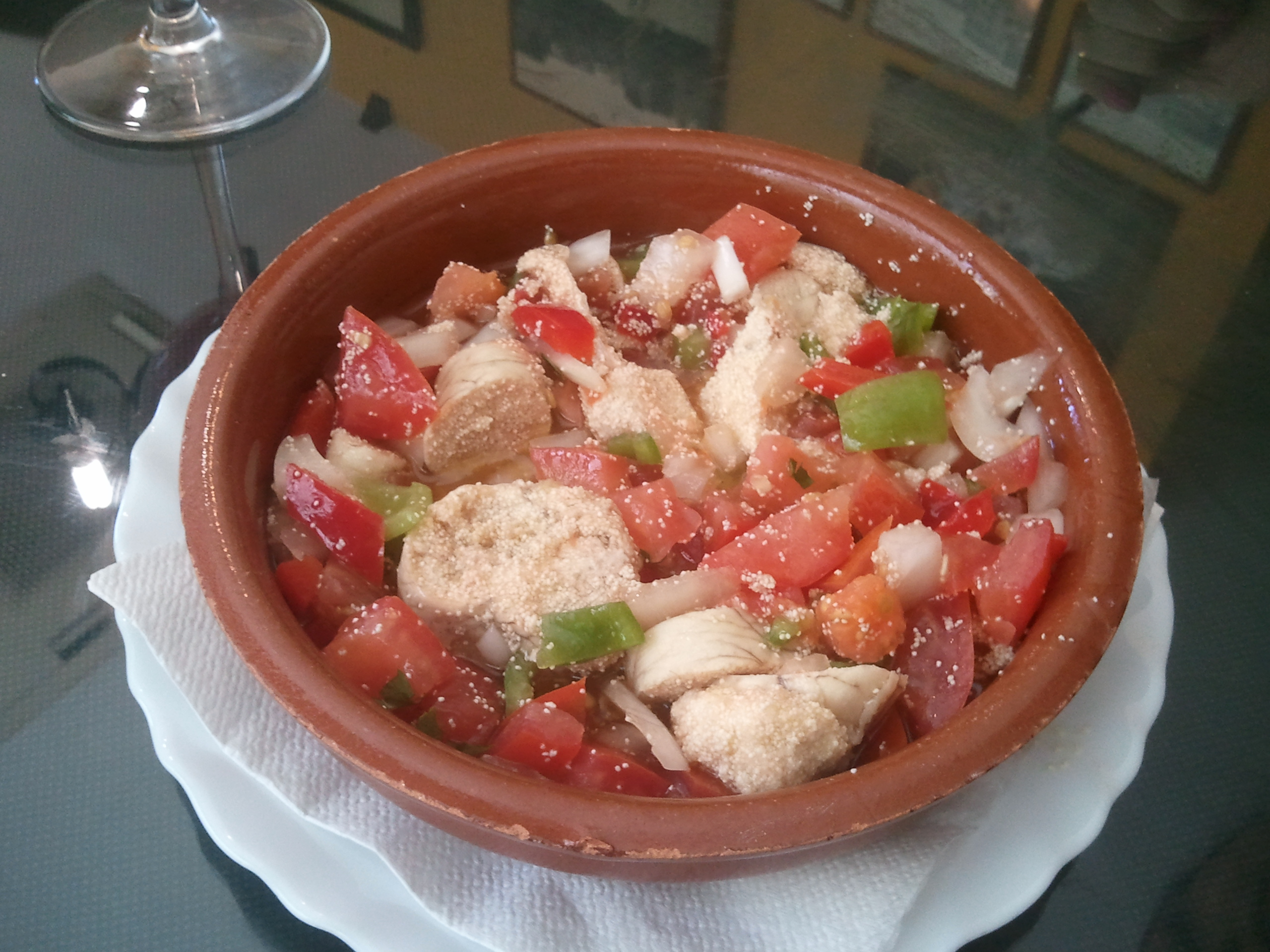
Huevas aliñás

## Características
Se suele emplear en su elaboración las huevas de merluza. Para la elaboración de las huevas aliñadas necesita cocer las huevas enteras en agua y sal durante diez minutos, echando dos cucharadas de vinagre para que no se rompan. Se deja enfriar y se procede a cortar a trozos las huevas. Después se le añade un picadillo de tomate, cebolla y pimiento. Finalmente se aliñan con aceite, vinagre y sal.
- Datos: Q5904286